# Gigi, uno come te
Gigi, uno come te è stato un concerto organizzato da Gigi D'Alessio dal 2022 al 2024 a Napoli, in Piazza del Plebiscito, con trasmissione televisiva su Rai 1.
Mentre la prima edizione è in onda in diretta, la seconda è in onda in differita (4 giorni dopo). La terza edizione comprende invece, in una sola puntata tv, il meglio di due serate concerto.
Nel 2025 non è prevista la messa in onda televisiva, mentre va in onda su Canale 5 il 24 giugno 2025 il meglio di due serate concerto svolte in Sicilia: Gigi & Friends - Sicily for life. Rai 1 manda invece in onda la replica dell'edizione 2024, trasmettendola il 25 luglio 2025.

## Edizioni

### Riepilogo delle edizioni
| Edizione | Titolo              | Data concerto     | Messa in onda  | Ospiti | Regia          | Rete  | Location                      | Telespettatori | Share  | Fonte |
| -------- | ------------------- | ----------------- | -------------- | --- | -------------- | ----- | ----------------------------- | -------------- | ------ | ----- |
| 1        | 30 anni insieme     | 18 giugno 2022    | 18 giugno 2022 | Amadeus, Fiorello, Eros Ramazzotti, Alessandra Amoroso, Achille Lauro, Fiorella Mannoia, Clementino, Alessandro Siani, LDA, Vincenzo Salemme, Vanessa Incontrada e Mara Venier                | Duccio Forzano | Rai 1 | Napoli, Piazza del Plebiscito | 3 462 000      | 24,50% | [ 1 ] |
| 2        | Ancora insieme      | 27 maggio 2023    | 1º giugno 2023 | Biagio Antonacci, Alex Britti, Clementino, Nino D'Angelo, Elodie, Geolier, Enzo Gragnaniello, Lazza, LDA, Ciccio Merolla, Max Pezzali, Pio e Amedeo, Serena Rossi, Alessandro Siani e Tananai | Duccio Forzano | Rai 1 | Napoli, Piazza del Plebiscito | 3 366 000      | 22,50% | [ 2 ] |
| 3        | L'emozione continua | 7 e 8 giugno 2024 | 13 giugno 2024 | Alessandra Amoroso, Annalisa, Arisa, Boomdabash, Francesco Cicchella, Clementino, Elodie, Ernia, Geolier, Guè, Luisa Ranieri, LDA, Fiorella Mannoia, The Kolors ed Umberto Tozzi              | Luigi Antonini | Rai 1 | Napoli, Piazza del Plebiscito | 2 527 000      | 17,40% | [ 3 ] |
| REPLICA  | L'emozione continua | 7 e 8 giugno 2024 | 25 luglio 2025 | Alessandra Amoroso, Annalisa, Arisa, Boomdabash, Francesco Cicchella, Clementino, Elodie, Ernia, Geolier, Guè, Luisa Ranieri, LDA, Fiorella Mannoia, The Kolors ed Umberto Tozzi              | Luigi Antonini | Rai 1 | Napoli, Piazza del Plebiscito | 1.942.000      | 17.3%  | [ 4 ] |